# Torrent de Roma
El Torrent de Roma és un torrent del Berguedà, que desemboca a la Riera de Merlès.